# Szklana muzyka
Szklana muzyka – obiegowe określenie odwołujące się do muzyki granej na szklanych instrumentach.
Dotyczy przede wszystkim dwóch, najbardziej charakterystycznych instrumentów: szklanej harfy i szklanej harmoniki.